# Biskupice (Konin)
Pour les articles homonymes, voir Biskupice.
Biskupice (prononciation : [biskuˈpit͡sɛ]) est un village polonais de la gmina de Grodziec dans le powiat de Konin de la voïvodie de Grande-Pologne dans le centre-ouest de la Pologne.
Il se situe à environ 6 kilomètres au nord-ouest de Grodziec (siège de la gmina), à 21 kilomètres au sud-ouest de Konin (siège du powiat) et à 81 kilomètres au sud-est de Poznań (capitale régionale).
Le village possédait une population de 409 habitants en 2014.

## Histoire
De 1975 à 1998, le village faisait partie du territoire de la voïvodie de Konin.

Depuis 1999, Biskupice est situé dans la voïvodie de Grande-Pologne.